# Спартан крузер
Спартан крузер (енгл. Spartan Cruiser) је британски тромоторни транспортни једнокрилац за 6 до 10 путника кога је производила фирма Спартан еркрафт (енгл. Spartan Aircraft Ltd.) тридесетих година 20. века.

## Пројектовање и развој
Спартан крузер је настао од поштанског авиона Саро-Персивал који је пројектован 1931. године а први пут полетео 1932. године. Пројектовао га је Едгар Персивал, а производио га је Саундерс-Роу Лтд.(Саро) под називом Саро А.24 Мејлплејн (Saro A.24 Mailplane). Авион је био потпуно дрвене конструкције и служио је искључиво за превоз поште. То је био тромоторни нискокрилац са фиксним стајним трапом. Редизајном овог авиона, проширењем трупа и израде трупа потпуно металне конструкције настао је Спартан крузер. Основна намена овог авиона је превоз путника. 

### Технички опис
Спартан Крузер је тромоторни путнички авион нискокрилац мешовите конструкције. Један мотор му се налази на кљуну трупа а два су на крилима. Мотори су Џипси III (Gipsy Major III) појединачне снаге 120 KS тако да укупна снага инсталисаних мотора на авиону износи 360KS. Носачи мотора су челичне конструкције (заварене челичне цеви). Два резервоара за гориво се налазе у крилима и укупна запремина им је 542 литре, што авиону обезбеђује аутономију од шест сати лета при нормалном режиму рада.
Труп авиона је металне конструкције обложен алуминијумским лимом. Кабина је потпуно затворена и у њој се налази шест седишта једно пилотско а пет путничких. Пилот сади на првом левом седишту а десно седиште је намењено путницима с тим што постоји могућност уградње дуплих команди тако да се и десно седиште може претворити у пилотско седиште. Ветробрани испред пилота и стакла на прозорима кабине пилота и путника, који се могу отварати, су од триплекс стакла, док си стаклене површине крова од целулоида. Репне површине авиона су направљене од алуминијума пресвучене платном, покрећу се помоћу челичних ужади која пролазе кроз труп авиона до пилотске кабине. Команде авиона се покрећу воланом а ножне педале се уколико се укаже потреба могу подешавати.
Крила су дебелог профила и дрвене конструкције са две рамењаче а облога од трослојног шпера. Облик крила је трапезаст са заобљеним крајевима. Челични носачи крилних мотора су причвршћени за предњу рамењачу. Гондоле у којима су смештени мотори су биле обложене алуминијумским лимом.
Aвион је имао класичан стајни трап са два независно вешана точка опремљена гумама високог притиска напред и трећи точак на репу авиона. Стајни орган је био направљен од заварених челичних цеви, а у ногама стајног трапа су били уграђени уљно-опружни амортизери. Предњи точкови су били великог пречника што је била погодност за слетање на аеродроме са лоше припремљеним полетно слетним стазама. У предњим точковима су биле уграђене кочнице. Предњи точкови су имали лимене аеродинамичке облоге на точковима због смањења аеродинамичког отпора.

### Варијанте
Произведене су две варијанте Спартан крузер II и Спартан крузер III и то од 6 до 10 путника зависно од варијанте.
- Спартан крузер II — са 6 седишта.
- Спартан крузер III — са 10 седишта.

## Оперативно коришћење
Укупно је произведено 17 примерака ових авиона. Производња је почела 1933. године а напуштена је 1942. године. Авиони су коришћени у Великој Британији и то у ваздухопловним компанијама и РАФ-у. Извезени су у следеће земље: Чехословачку, Египат, Индију, Ирак и Југославију (Аеропут). Аеропут је купио два комада од Спартан Еркрафта а трећи примерак је по лиценци израђен у југословенској фирми Фабрика аероплана и хидроавиона Змај у Земуну. Два авиона Спартан крузер су у Аеропуту коришћени до самог почетка рата, априла 1941. године, када су их заробили Немци. Један од авиона овог типа је настрадао у удесу 15. јула.1936. године код Љубљане (Политика (новине)16. јули.1936. године страна 11. и 12.)

## Особине авиона Спартан крузер II

### Опште карактеристике
- Мотор - 3 x 130KS De Havilland Gipsy Major III (де Хевиленд џипси мајор),
- Елиса - двокрака,
- Капацитет - 6 до 10 путника,
- Посада - 2 члана.

### Перформансе
- Максимална брзина - 217 km/h,
- Путна брзина - 177 km/h,
- Највећи долет - 514 km,
- Плафон лета - 4.570 m,
- Брзина пењања - 183 m/min.

## Земље које су користиле овај авион
- Чехословачка
- Краљевство Египат
- Британска Индија
- Ирак
- Трећи рајх
- Уједињено Краљевство
- Југославија